# Cortegana
Cortegana – gmina w Hiszpanii, w prowincji Huelva, w Andaluzji, o powierzchni 173,06 km². W 2011 roku gmina liczyła 4914 mieszkańców.